# Santa Eustolia
Santa Eustolia är en ort i Mexiko.   Den ligger i kommunen Santa María Chilchotla och delstaten Oaxaca, i den sydöstra delen av landet, 280 km öster om huvudstaden Mexico City. Santa Eustolia ligger 424 meter över havet och antalet invånare är 274.
Terrängen runt Santa Eustolia är varierad. Runt Santa Eustolia är det ganska tätbefolkat, med 139 invånare per kvadratkilometer. Närmaste större samhälle är San Martín Mazateopan, 13,9 km nordväst om Santa Eustolia. I omgivningarna runt Santa Eustolia växer i huvudsak städsegrön lövskog.